# Bengalia spinifemorata
Bengalia spinifemorata är en tvåvingeart som beskrevs av Villeneuve 1913. Bengalia spinifemorata ingår i släktet Bengalia och familjen spyflugor. Inga underarter finns listade i Catalogue of Life.